# Gare de Magnette
Gare de Magnette vasútállomás Franciaországban, Audes településen.

## Vasútvonalak
Az állomást az alábbi vasútvonalak érintik:
- Bourges-Miécaze-vasútvonal

## Kapcsolódó állomások
A vasútállomáshoz az alábbi állomások vannak a legközelebb:
- Gare de Vallon (Gare de Bourges, Bourges-Miécaze-vasútvonal)
- Gare des Trillers (Gare de Montluçon-Ville, Bourges-Miécaze-vasútvonal)